# Agapornis canus
El inseparable malgache (Agapornis canus) es una especie de ave psitaciforme de la familia Psittacidae endémica de Madagascar.
Esta especie de inseparable no presenta mutaciones de color conocidas pero sí un marcado dimorfismo sexual, los colores del macho y de la hembra son notoriamente diferentes.